# Julkungen
Julkungen (norska: Julekongen) är en norsk TV-julkalender i 24 avsnitt som visades i NRK Super 2012. Den visades med svensk dubbning i SVT Barnkanalen 2013–2014 och i Yle Fem julen 2014.
I november 2015 hade filmen Julekongen – Full rustning premiär, en direkt uppföljare till julkalendern.

## Handling
Serien handlar om Kevin Gran som bor med sin familj i Silverskogen. Han gillar att dra sej tillbaka till en hemlig håla i skogen. En dag upptäcker han att hålan leder in till en annan värld med riddare, och spännande liv väntar Kevin.

## Rollista

### Barn
- Vetle Qvenild Werring[3][4] – Kevin
- Stella Stenman[4] – Mira, Kevins lillasyster
- Oscar Reistad Fosse[3] – Peder Krohn, Kevins ovän
- Emma Rebecca Storvik[4] – Eiril, prinsessa och Kevins bästa vän
- Noah A. M. Olstad – Lamarr, Miras bästa vän
- Elyas Mohammed Salim – Fnugg, Morilds son
- Siri Nasir Saanio – Skare, Morilds dotter
- Fride Bakken[4] – Kathrine, Kevins storasyster
- Inga Bakken[4] – Ada, Kevins storasyster

### Vuxna
- Bjarte Tjøstheim[5][6][4] – Anton, Kevins far
- Tone Mostraum[4] – Sara, Kevins mor
- Gisken Armand[4] – Randi Krohn, Peders mor
- Herborg Kråkevik[5][4] – Siri / drottning Iris, Eirils mor
- Kyrre Hellum[4] – trollkarlen Snerk
- Henrik Horge[4] – vakten Anti
- Edward Schultheiss[4] – vakten Ante
- Robert Stoltenberg[5][4] – Kungens Högra Hand
- Jon Skolmen – visa mannen Not
- Paul-Ottar Haga[4] – Riddardalens stora riddare, Morild
- Bjarte Hjelmeland – kung Sølve
- Asta Busingye Lydersen – riddarläraren Slire

### Svenska röster
- Leopold Römpötti, Laura Jonstoij Berg, Märta Josefsson, Alexander Kaunitz, Andreas Andersson, Liv Mjönes, Sanna Bråding, Ellen Jelinek
- Översättning – Anoo Bhagavan, Annelie Bhagavan[7][8]

## Inspelningsplatser

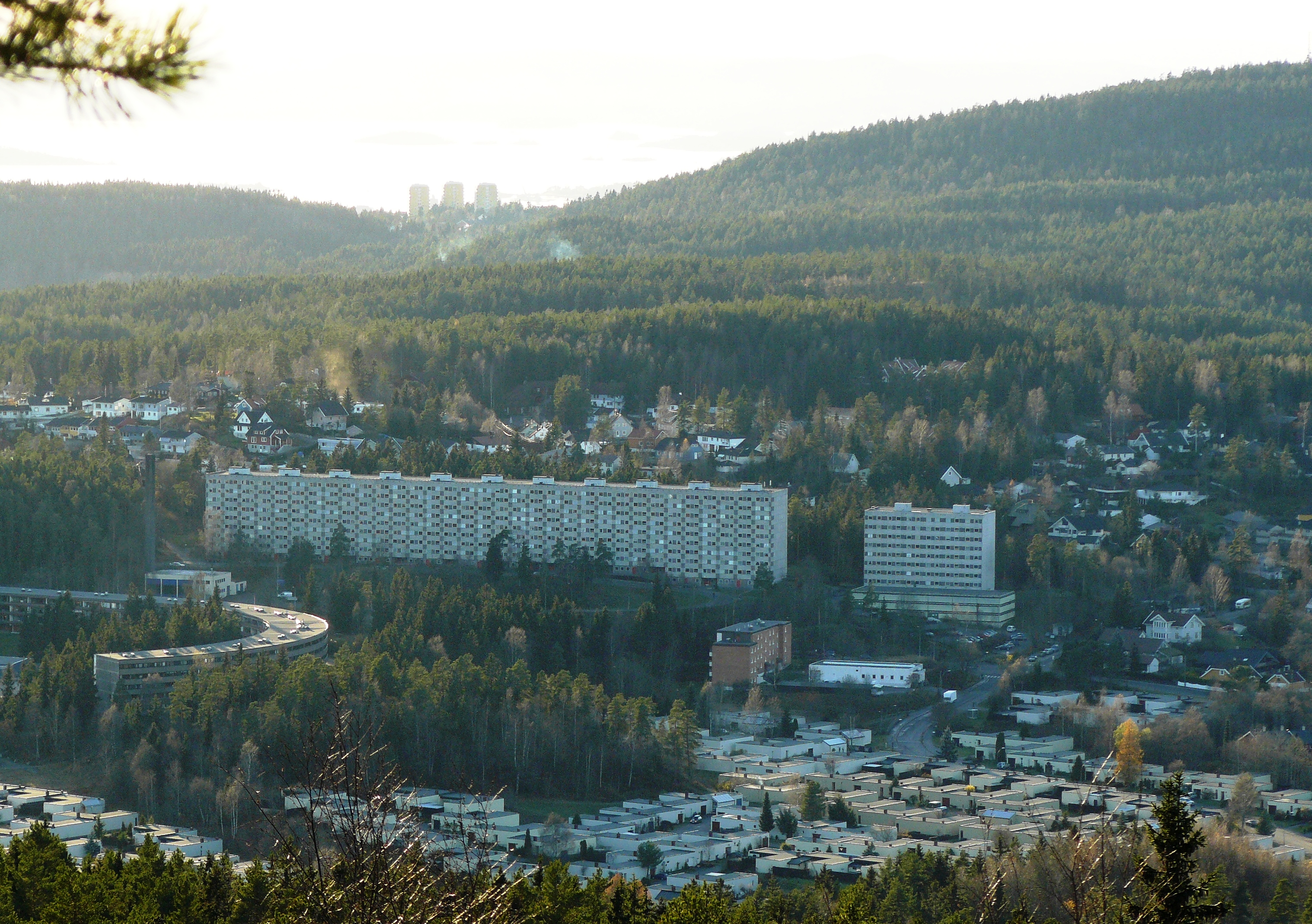
Atriumhusene på Ammerud är centrala som kulisser i serien.

De säregna atriumhusen i Ammerud i Oslo var kulisser under inspelningen. Bryn skole var kuliss under inspelningarna av Silverskogens skola. Inspelningarna från köpcentret, Krohn-centret, i serien gjordes på Oppsal senter i Oslo. Familjen Krohns hus är Borgen på Toppenhaug i Drammen. Akershus fästning, den gröna kammaren och Olav V:s sal, används som kulisser till scenerna i borggården och inomhus i slottet i Riddardalen. Eiril och Siris hus ligger i Bærumsmarka.

## Avsnitt
| Nr | Handling |
| -- | --- |
| 1  | Kevin är 9 år och bor med sin familj i Silverskogen. Han har bestämt sig för att årets jul ska bli den bästa någonsin. Men mycket kan gå fel så han har förberett sig extra noga.                                                                   |
| 2  | Kevin vill veta mer om den mystiska handsken han hittat, men Peder gör det svårt för honom. Handsken kommer att leda Kevin till oanade platser. |
| 3  | Kevin har upptäckt en hemlig dal där det är sommar året om. Där träffar han Fnugg och Skare som aldrig sett snö eller ens firat jul. |
| 4  | I Riddardalen häpnar människorna över snön som Kevin kommit med. Här har man inte sett snö sen drottningen försvann. |
| 5  | Kevin tar med sig en hemmagjord snökanon till Riddardalen och folket vill göra honom till kung. Det gillar inte trollkarlen Snerk som själv planerar att ta över tronen.                                                                            |
| 6  | Det är Barnens dag och Kevin har bjudit Riddardalens barn till slottet. Samtidigt är det några andra som upptäckt tunneln mellan Riddardalen och Silverskogen.                                                                                      |
| 7  | Kevin har lyckats få alla i Riddardalen att tro att han kan göra snö och nu hotas hans planer om familjens bästa jul någonsin. |
| 8  | Kevin måste få tillbaks handsken som Peder stulit från honom men det blir ingen lätt sak. Men en liten olycka i bygget av pepparkakshusen ger Kevin en idé. Norsk dramaserie i 24 delar.                                                            |
| 9  | Det är dags för den stora pepparkakshustävlingen. Om allt går som det ska nu kommer Kevins julfirande i Riddardalen att bli verklighet. |
| 10 | Kevin har utmanat Peder på en duell om handsken men han kan ju inte fäktas. Som tur är får han lite hjälp. |
| 11 | Kevin har inte bestämt sig för om han ska slåss mot Peder eller inte. Men hur ska han annars få tillbaks handsken? |
| 12 | Äntligen har Kevin fått tag på handsken. För att kunna få reda på hur den fungerar måste han ge den till Sölve. Under tornerspelen visar det sig att det finns fler som kan få handsken att fungera.                                                |
| 13 | Kevin tror att de dumma riddarna är ute efter handsken för att ge den till Snerk och vågar därför inte ta den med sig till Riddardalen. Han ber Eiril att ta hand om den.                                                                           |
| 14 | För att komma åt belöningen som utlysts försöker Mira och Lamarr lura av riddarna säcken med de stulna julkulorna. När Eiril provar handsken blir hon väldigt överraskad.                                                                           |
| 15 | Randi Krohn meddelar att Peder hittat de stulna julkulorna i boden vid skridskobanan. När Sara följer med dit för att leta efter spår hittar hon en av Kevins vantar. Är det Kevin som är tjuven?                                                   |
| 16 | Det är den stora snödagen i Riddardalen och alla väntar på att Kevin ska komma och göra snö. Men Kevin har fått husarrest och sitter inlåst i bilen med Sara. Han får oväntat hjälp av Mira.                                                        |
| 17 | Kevin har lyckats tappa bort handsken och är ute och letar efter den tillsammans med Eiril. Han vill visa Riddardalen för Eiril men Ante och Anti håller vakt vid ingången. Kevin hör dem tala om att Snerk blivit kung. Har Snerk hittat handsken? |
| 18 | Randi Krohn har fått tag i handsken och Kevin tror att Eirils mamma är den försvunna drottningen. Hemma hos Eiril finns ett hemligt rum på vinden som gör Kevin mer säker på sin sak.                                                               |
| 19 | Kevin tar med sig Eiril till Riddardalen för att träffa Morild. Morild blir stum när Eiril tar av sig mössan och visar honom sitt hår. |
| 20 | Kevin berättar för Siri allt han vet om handsken och Riddardalen medan Anton och Mira är ute och hugger gran. När de kommer tillbaka har de fått sällskap av någon som varken Kevin eller Siri vill träffa.                                         |
| 21 | Eiril vill inte tillbaka till Riddardalen. Hon vill vara i Silverskogen med Kevin. Peder berättar för sin mamma att han tycker det var fel av henne att kasta ut familjen Gran och att han fortfarande vill att de ska fira jul tillsammans.        |
| 22 | Snerk har samlat riddarna i Riddardalen och de är nu på väg till Silverskogen. Skare och Fnugg upptäcker riddarna och smyger efter. De förstår att drottning Iris är i fara och att de måste göra allt de kan för att varna henne.                  |
| 23 | Drottningen är fånge hos Snerk och riddarna och Kevin jobbar på en plan att skrämma iväg dem. Han får hjälp av Fnugg och Skare men det var knepigare än han hade trott.                                                                             |
| 24 | Kevin och Eiril är på väg till Silverskogen för att hämta familjen för att kunna fira jul i Riddardalen. På vägen möter de Mira som berättar att något håller på att hända, något som kan sätta stopp för hela julfirandet.                         |